# Cangrejo (película)
Cangrejo es un largometraje del director venezolano Román Chalbaud. Está basado en el libro Cuatro crímenes, cuatro poderes de Fermín Mármol León donde narra la desaparición del niño de trece años Carlos Vicente Vegas Pérez el 22 de febrero de 1973 y que la prensa bautizó como el Caso Vegas Pérez. El cuerpo sin vida del niño apareció ocho días después, el 1 de marzo de 1973.
Los filmes Cangrejo, de 1982, y Cangrejo II, de 1986, se enfocan en la corrupción de la policial. Estos dos largometrajes, a juicio del publicista y crítico Alfonso Molina, forman parte de la narrativa policial venezolana y se basaron en el libro «Cuatro crímenes, cuatro poderes», del ex comisario Fermín Mármol León.

## Sinopsis
El comisario León (Miguel Ángel Landa) de la Policía Técnica Judicial es asignado a la investigación del secuestro de un niño de la clase alta de Caracas. Los detalles del secuestro llaman la atención ya que no hay pruebas de violencia en el hogar del niño, ni testigos del secuestro. Basado en esto, León asume que los secuestradores podrían conocer al niño y decide sospechar de algunas personas pertenecientes a familias adineradas de Caracas. 

## Elenco
- Miguel Ángel Landa ... Comisario León Martinez
- América Alonso ... Sra. Ismenia Valenzuela De Valderrama
- Carlos Márquez ... Don Cesar Valderrama
- Domingo del Castillo... Inspector Beltran
- Rafael Briceño ... Juez Saldivar
- Yanis Chimaras ... Nicolas Arnadas
- Guillermo Dávila ... José María "Coco" Benavides
- William Moreno ... Eliseo Corona
- Javier Vidal ...Bernabe Suárez, "Rey del Acido"
- Franklin Vírgüez ... Angel Manuel "Flaco" Lezama
- Henry Zakka ... Rafael Valderrama Valenzuela
- Julio Alcázar ... Comisario de Policía
- Aroldo Betancourt ... Cirilo
- Arturo Calderón ... Abogado
- Alberto Marín ...Doctor Valenzuela
- Jean Carlo Simancas ... Padre Millan
- Esther Orjuela ... Esposa del comisario León Martinez.
- Orlando Urdaneta... Voz del Secuestrador.
- Juan Vene...Narrador.
- Patricia Tóffoli. Novia del Rey del Ácido.
- Tania Sarabia...Amiga de Nicolas Arnada.

- Miguel Alcantara...Extra
- Paul Guillman... Cantante del Grupo Arkangel.
- Isaac Ramos... Actor Principal

- Giorgio Picozzi..Baterista del Grupo Arkangel.
- Giancarlo Picozzi... 2.ª Guitarra del Grupo Arkangel
- Freddy Marshall... 1.ª Guitarra del Grupo Arkangel.
- Breno Diaz... Bajista del Grupo Arkangel.
- Alfredo Escalante...Locutor, Periodista, Fotógrafo.